# ألفرد بيلنجر
ألفرد بيلنجر (بالإنجليزية: Alfred Raymond Bellinger)‏ هو عالم آثار أمريكي، ولد في 1893 في Durham Township, Pennsylvania ‏ في الولايات المتحدة، وتوفي في 11 فبراير 1978.